# The Game at Radio City
The Game at Radio City (англ. The Game at Radio City, также известная как «Игра в Радио-сити») — показательная баскетбольная игра, прошедшая в четверг, 5 августа 2004 года, в Нью-Йорке (штат Нью-Йорк) на арене театрально-концертного зала «Радио-сити-мьюзик-холл». Эта встреча считается альтернативным матчем всех звёзд женской НБА (ASG WNBA), которая прошла в рамках подготовки национальной сборной США к Олимпийским играм в Афинах, помимо этой игры в Нью-Йорке прошли ещё два ASG, проводившиеся в 1999 и 2003 годах. Встреча транслировалась спортивным кабельным телевизионным каналом ESPN в 7:00 по Североамериканскому восточному времени (ET), а судьями на матче работали Джун Корто, Нэн Сиск и Салли Белл.
Олимпийская сборная США под руководством Ван Ченселлора без особых проблем обыграла команду звёзд ВНБА Билла Лэймбира, который получил назначение на этот пост, будучи наставником чемпиона прошедшего сезона, со счётом 74:58. Самым ценным игроком этого матча была признана Иоланда Гриффит, представляющая на нём команду «Сакраменто Монархс», в котором набрала 11 очков и сделала 15 подборов, 11 из них под щитом соперника.

## The Game at Radio City

### Составы команд
Игроки стартовых пятёрок матча всех звёзд женской НБА выбираются по итогам электронного голосования, проводимого среди болельщиков на официальном сайте лиги — WNBA.com. Выбор баскетболисток резервного состава команд Востока и Запада проводится путём голосования среди главных тренеров клубов, входящих в конференцию, причём они не могут голосовать за своих собственных подопечных. До 2013 года наставники могли выбрать двух защитников, двух форвардов, одного центрового и ещё двух игроков вне зависимости от их амплуа. В 2014 году позиции форварда и центрового были объединены в единую категорию нападения, после чего наставники команд стали голосовать за двух защитников, трёх игроков нападения и одного игрока независимо от позиции. Если та или иная баскетболистка не может участвовать в ASG из-за травмы или по болезни, то их заменяют специально отобранные для этого резервисты.
По правилам женской НБА на тренерский мостик сборных Запада и Востока назначаются наставники команд, которые принимали участие в финале прошлого сезона, исключением являются матчи всех звёзд ВНБА 1999 и 2009 годов. В 2003 году в финальной серии турнира играли команды «Лос-Анджелес Спаркс» и «Детройт Шок», но, если принять во внимание, что в альтернативном матче всех звёзд принимали участие Олимпийская сборная США и обобщённая сборная звёзд женской НБА, то вакантным было только одно место, поэтому сборной всех звёзд руководил Билл Лэймбир, тренер команды-чемпиона. Наставника национальной сборной, которого обычно назначают на четырёхлетний цикл, выбирает федерация баскетбола США, в 2001 году она подписала контракт с самым титулованным тренером ВНБА Ван Ченселлором, четыре года подряд приводившим к чемпионству команду «Хьюстон Кометс».
Двенадцать лучших баскетболисток женской НБА в состав национальной сборной США для участия в Олимпийских играх в Афинах выбирались в период с сентября 2003 года по июнь 2004 года. По итогам этого отбора в команду звёзднополосатых попали: Дон Стэйли, Шэннон Джонсон, Тамика Кэтчингс, Лиза Лесли, Сью Бёрд, Тина Томпсон, Дайана Таурази, Кэти Смит, Иоланда Гриффит, Свин Кэш, Делиша Милтон-Джонс и Шерил Свупс. Однако Милтон-Джонс 9 июля, в игре регулярного чемпионата ВНБА между командами «Лос-Анджелес Спаркс» и «Сан-Антонио Силвер Старз», получила разрыв внутреннего мениска и растяжение средней боковой связки правого колена и не смогла принять участие в этой игре, в результате этого образовавшееся вакантное место в составе сборной США заняла Рут Райли. Кроме того в ходе непосредственной подготовки к этой встрече незначительные повреждения получили Кэти Смит и Шерил Свупс, первая травмировала колено, а вторая — лодыжку, и также не смогли сыграть в ней, но всё-таки выступили в Афинах.
Процесс подбора баскетболисток в обобщённую сборную звёзд женской НБА немного изменили, в отличие от обычного матча всех звёзд игроков стартовой пятёрки определяли местные и национальные средства массовой информации, пятерых резервистов выбрали главные тренеры клубов, входящих в ассоциацию, а шестого игрока резервного состава определяли по итогам электронного голосования среди болельщиков на официальном сайте женской НБА. 15 июля был провозглашён стартовый состав сборной всех звёзд, в который вошли Никки Тисли, Анна Дефорж, Никеша Сейлс, Шерил Форд и Тадж Макуильямс, 22 июля были опубликованы имена первых пяти резервистов, в который вошли Бекки Хэммон, Деанна Нолан, Эллисон Фистер, Мвади Мабика и Натали Уильямс, а 29 июля было оглашено имя последнего игрока резервного состава звёздной команды, которой стала Линдсей Уэйлен.
В данной таблице опубликованы полные составы сборных США и звёзд женской НБА предстоящего матча.
| Поз.                                           | Игрок             | Команда                  | Выбор             |
| Стартовая пятёрка                              | Стартовая пятёрка | Стартовая пятёрка        | Стартовая пятёрка |
| ---------------------------------------------- | ----------------- | ------------------------ | ----------------- |
| З                                              | Дон Стэйли        | Шарлотт Стинг            | 1-й               |
| З                                              | Шэннон Джонсон    | Сан-Антонио Силвер Старз | 1-й               |
| Ф                                              | Тамика Кэтчингс   | Индиана Фивер            | 1-й               |
| Ф                                              | Тина Томпсон      | Хьюстон Кометс           | 1-й               |
| Ц                                              | Лиза Лесли        | Лос-Анджелес Спаркс      | 1-й               |
| Запасные игроки                                |                   |                          |                   |
| З                                              | Сью Бёрд          | Сиэтл Шторм              | 1-й               |
| З                                              | Дайана Таурази    | Финикс Меркури           | 1-й               |
| З                                              | Кэти Смит[c]      | Миннесота Линкс          | 1-й               |
| Ф                                              | Свин Кэш          | Детройт Шок              | 1-й               |
| Ф                                              | Делиша Милтон[a]  | Лос-Анджелес Спаркс      | 1-й               |
| Ф                                              | Шерил Свупс[c]    | Хьюстон Кометс           | 1-й               |
| Ц                                              | Рут Райли[b]      | Детройт Шок              | 1-й               |
| Ц                                              | Иоланда Гриффит   | Сакраменто Монархс       | 1-й               |
| Главный тренер: Ван Ченселлор (Хьюстон Кометс) |                   |                          |                   |

| Поз.                                       | Игрок             | Команда             | Выбор             |
| Стартовая пятёрка                          | Стартовая пятёрка | Стартовая пятёрка   | Стартовая пятёрка |
| ------------------------------------------ | ----------------- | ------------------- | ----------------- |
| З                                          | Никки Тисли       | Лос-Анджелес Спаркс | 1-й               |
| З                                          | Анна Дефорж       | Финикс Меркури      | 1-й               |
| Ф                                          | Никеша Сейлс      | Коннектикут Сан     | 1-й               |
| Ф                                          | Шерил Форд        | Детройт Шок         | 1-й               |
| Ц                                          | Тадж Макуильямс   | Коннектикут Сан     | 1-й               |
| Запасные игроки                            |                   |                     |                   |
| З                                          | Бекки Хэммон      | Нью-Йорк Либерти    | 1-й               |
| З                                          | Линдсей Уэйлен    | Коннектикут Сан     | 1-й               |
| З                                          | Деанна Нолан      | Детройт Шок         | 1-й               |
| Ф                                          | Эллисон Фистер    | Шарлотт Стинг       | 1-й               |
| Ф                                          | Мвади Мабика      | Лос-Анджелес Спаркс | 1-й               |
| Ц                                          | Натали Уильямс    | Индиана Фивер       | 1-й               |
| Главный тренер: Билл Лэймбир (Детройт Шок) |                   |                     |                   |

- a  Игроки, не принимавшие участие в матче из-за травмы.
- b  Игроки, заменившие в нём травмированных.
- c  Игроки, получившие незначительные повреждения во время подготовки к матчу и также не сыгравшие в нём.

### Ход матча
Начало первой половины матча прошло в абсолютно равной борьбе, счёт в котором в быстром отрыве после собственного перехвата броском из-под кольца открыла форвард сборной звёзд ВНБА Никеша Сейлс, а спустя четыре с половиной минуты после стартового свистка национальная сборная США лидировала с минимальным преимуществом в счёте (9:8). В течение этого времени наставник звёзднополосатых Ван Ченселлор не находил себе места на площадке, он постоянно перемещался вдоль своей технической зоны, а затем взял тайм-аут, во время которого попытался успокоить свою команду. Сразу после его окончания американки резко взвинтили темп, свою игру они зачастую строили через свою центровую Лизу Лесли, которая постоянно находила свободное место в нападении и сразу же бросала по кольцу, а помогала ей в этом Тина Томпсон, стягивая игроков соперника на себя. Запасные Свин Кэш и Сью Бёрд, бывшие одноклубники по «Коннектикут Хаскис», также нашли чем удивить и вспомнили несколько старых трюков. Кэш откидывала мяч на открывающуюся на дуге Бёрд, который затем двумя последовательными подключениями доставлялся под кольцо, откуда отправлялся в цель, после чего разница в счёте достигла двузначной отметки. За пять минут до окончания первой половины встречи, после точного попадания из-за дуги Тамики Кэтчингс, преимущество в счёте выросло до разгромного (33:14), причём у американок отличились уже семь игроков, в то время как у команды звёзд только трое, после чего Биллу Лэймбиру ничего не оставалось, как взять тайм-аут. В результате оставшееся до большого перерыва время прошло в обоюдоострой и равной борьбе, а первый отрезок встречи закончился со счётом 39:20 в пользу сборной США.
Выбранный быстрый темп игры сохранился и во второй половине матча с той лишь разницей, что сборной звёзд также удалось его поддерживать, все игроки которой сумели отличиться, но американки смогли сохранить достигнутое преимущество. После того как результат встречи был уже всем ясен, на площадке пошла весёлая и более открытая игра, в которой изобиловали блестящие проходы, молниеносные переходы из обороны в атаку и обратно, а также смелые броски по кольцу из любых положений. Только в самом конце игры команде звёзд удалось немного сократить разницу в счёте, которая завершилась со счётом 74:58 в пользу звёзднополосатых. Сборная США одержала безоговорочную победу в основном благодаря тому, что с более чем двукратным перевесом выиграла борьбу под щитом, 62 подбора против 30 у соперника, и за счёт лучшей реализации бросков с игры, 37,5% против 29,2%, хотя и у тех и других она была слишком низкой.
Самым ценным игроком этой встречи была признана Иоланда Гриффит из «Сакраменто Монархс», которая набрала 11 очков и совершила 15 подборов, 11 из которых под щитом соперника. Кроме этого лучшими игроками этой встречи, предопределившими победу сборной США, стали Лиза Лесли, набравшая 15 очков и 12 подборов, Тамика Кэтчингс, набравшая 12 очков и 11 подборов и Тина Томпсон, набравшая 11 очков и 7 подборов. Лучшими же игроками сборной всех звёзд стали Мвади Мабика, набравшая 11 очков, 3 подбора и 2 передачи, Шерил Форд, набравшая 10 очков, 5 подборов и 4 перехвата, Тадж Макуильямс, набравшая 9 очков и 2 подбора, Никеша Сейлс, набравшая 7 очков, 3 подбора и 4 перехвата и Натали Уильямс, набравшая 5 очков, 6 подборов, 4 передачи, 4 перехвата и 2 блок-шота.
| 5 августа 2004 года 7:00 pm (ET) | Протокол | Сборная США                      | 74:58    | Звёзды ВНБА      | Радио-сити-мьюзик-холл, Нью-Йорк (Нью-Йорк) Зрителей: 5 945 Судьи: Джун Корто Нэн Сиск Салли Белл | ESPN |
| 5 августа 2004 года 7:00 pm (ET) | Протокол | Счёт по половинам: 39:20, 35:38. |          |                  | Радио-сити-мьюзик-холл, Нью-Йорк (Нью-Йорк) Зрителей: 5 945 Судьи: Джун Корто Нэн Сиск Салли Белл | ESPN |
| 5 августа 2004 года 7:00 pm (ET) | Протокол | Лиза Лесли 15                    | Очки     | Мвади Мабика 11  | Радио-сити-мьюзик-холл, Нью-Йорк (Нью-Йорк) Зрителей: 5 945 Судьи: Джун Корто Нэн Сиск Салли Белл | ESPN |
| 5 августа 2004 года 7:00 pm (ET) | Протокол | Иоланда Гриффит 15               | Подборы  | Натали Уильямс 6 | Радио-сити-мьюзик-холл, Нью-Йорк (Нью-Йорк) Зрителей: 5 945 Судьи: Джун Корто Нэн Сиск Салли Белл | ESPN |
| 5 августа 2004 года 7:00 pm (ET) | Протокол | Бёрд, Джонсон и Стэйли 3         | Передачи | Натали Уильямс 4 | Радио-сити-мьюзик-холл, Нью-Йорк (Нью-Йорк) Зрителей: 5 945 Судьи: Джун Корто Нэн Сиск Салли Белл | ESPN |

### Полная статистика матча
В данной таблице показан подробный статистический анализ этого матча.

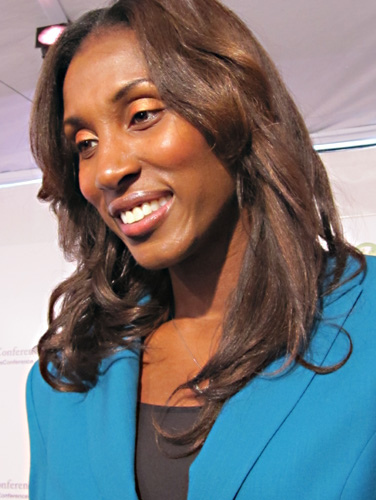
Лиза Лесли, лучший игрок матча по очкам (15)
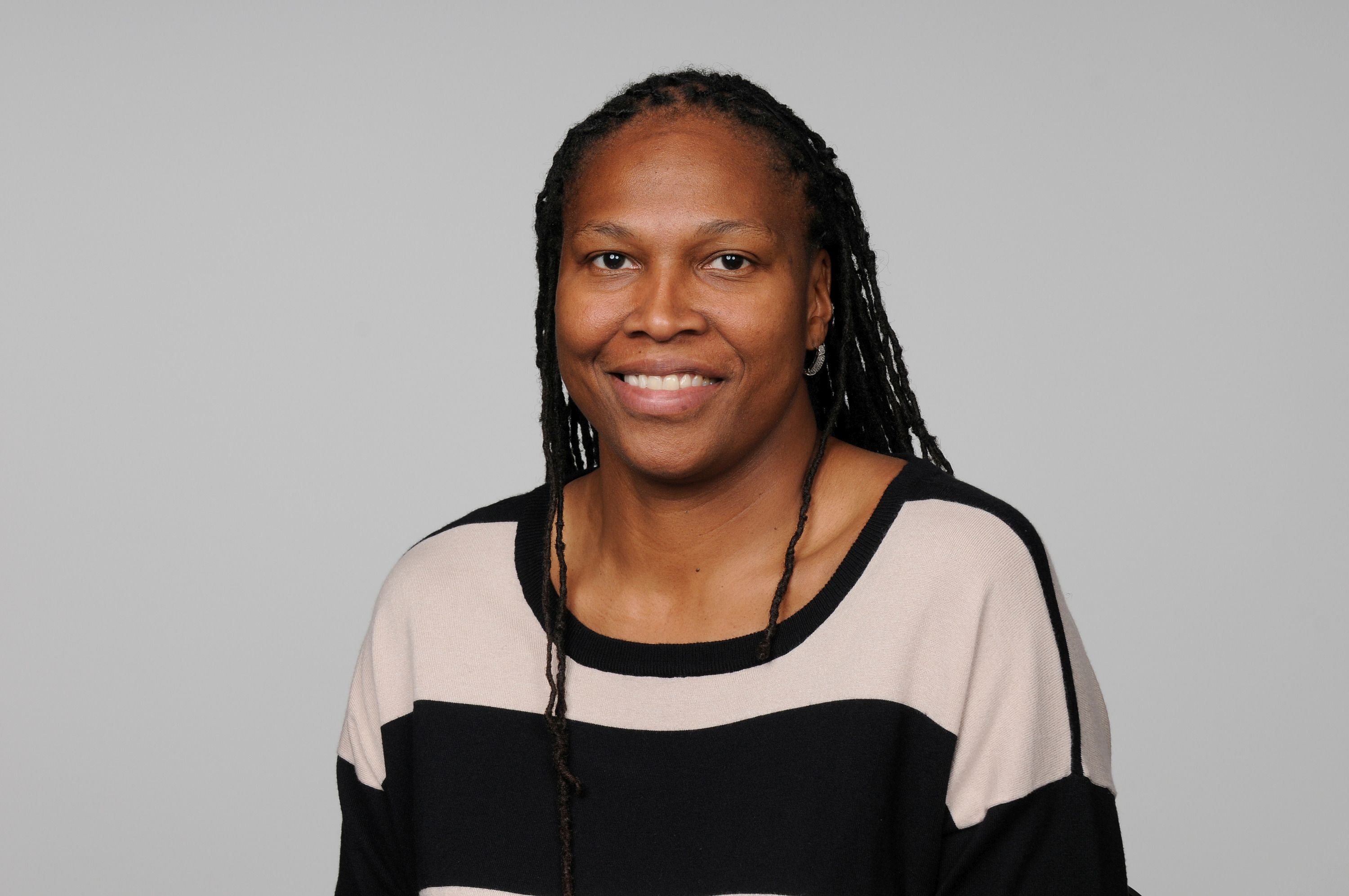
Иоланда Гриффит, лучшая по подборам (15) и MVP матча
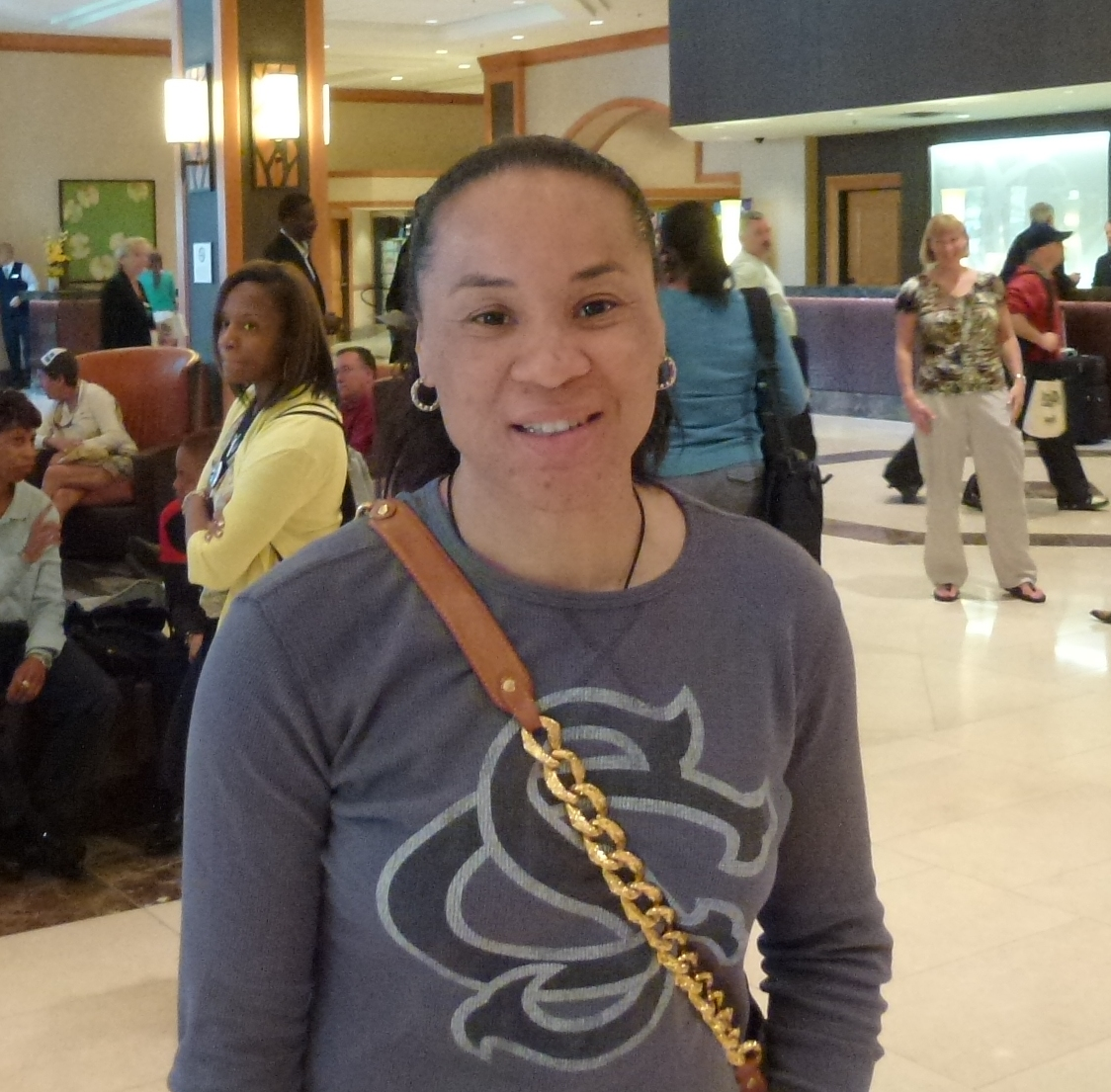
Дон Стэйли, второй игрок матча по передачам (3)
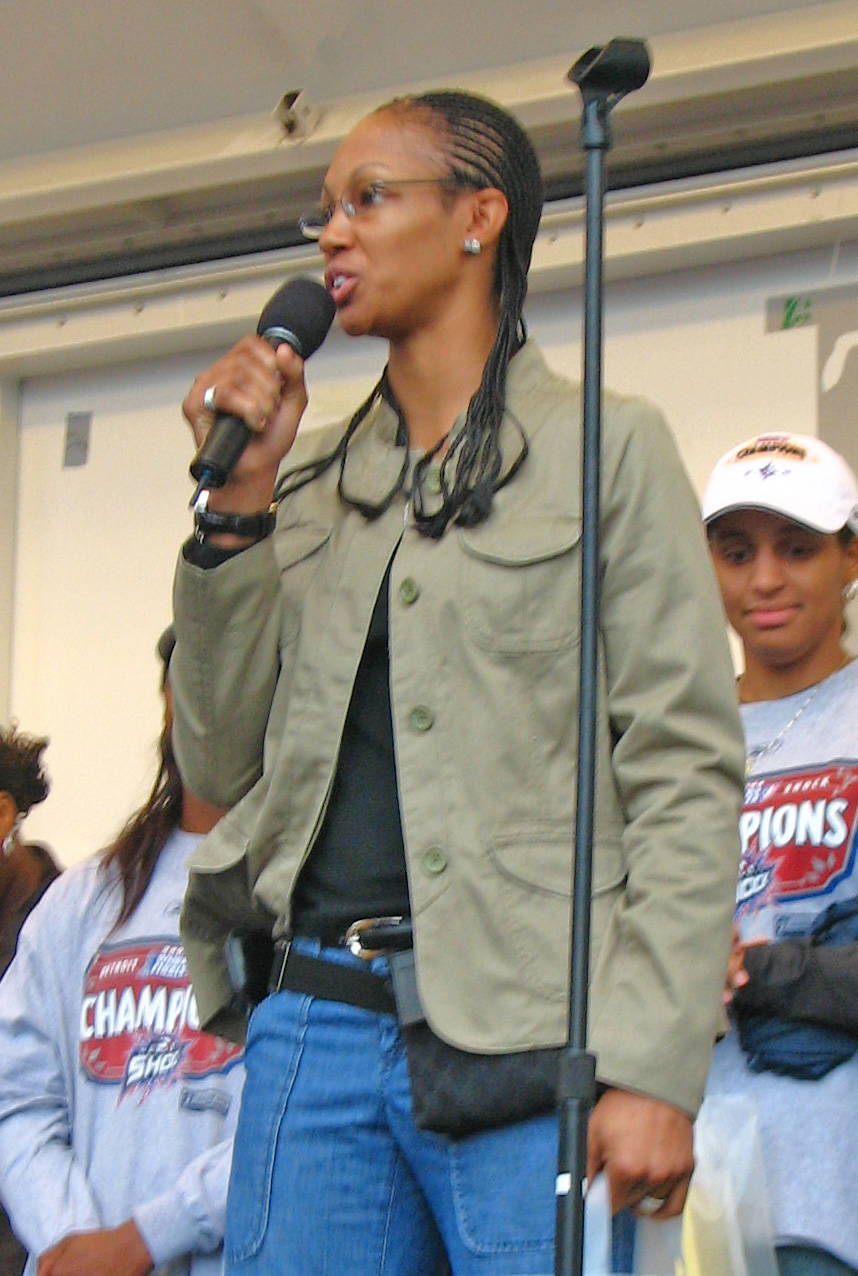
Деанна Нолан, пятый игрок матча по перехватам (2)
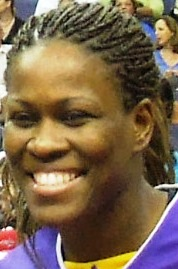
Тадж Макуильямс, второй игрок матча по блок-шотам (1)

| Олимпийская сборная США |                          |        |       |      |      |     |     |     |     |    |    |     |    |     |
| Стартовая пятёрка       | Команда                  | MIN    | FG    | 3P   | FT   | OFF | DEF | TOT | AST | ST | BS | TOV | PF | PTS |
| Дон Стэйли              | Шарлотт Стинг            | 24     | 0-4   | 0-0  | 0-0  | 0   | 0   | 0   | 3   | 2  | 0  | 5   | 2  | 0   |
| Шэннон Джонсон          | Сан-Антонио Силвер Старз | 20     | 3-4   | 2-2  | 0-0  | 1   | 2   | 3   | 3   | 0  | 0  | 3   | 1  | 8   |
| Тамика Кэтчингс         | Индиана Фивер            | 27     | 4-11  | 2-4  | 2-2  | 5   | 6   | 11  | 1   | 0  | 0  | 3   | 1  | 12  |
| Тина Томпсон            | Хьюстон Кометс           | 24     | 5-13  | 1-6  | 0-0  | 2   | 5   | 7   | 2   | 2  | 0  | 5   | 4  | 11  |
| Лиза Лесли              | Лос-Анджелес Спаркс      | 22     | 6-12  | 0-1  | 3-4  | 2   | 10  | 12  | 1   | 0  | 1  | 5   | 2  | 15  |
| Запасные игроки         |                          |        |       |      |      |     |     |     |     |    |    |     |    |     |
| Сью Бёрд                | Сиэтл Шторм              | 20     | 1-4   | 0-3  | 0-0  | 0   | 1   | 1   | 3   | 1  | 0  | 2   | 1  | 2   |
| Дайана Таурази          | Финикс Меркури           | 16     | 0-4   | 0-3  | 0-0  | 0   | 4   | 4   | 2   | 1  | 0  | 2   | 2  | 0   |
| Свин Кэш                | Детройт Шок              | 16     | 4-7   | 0-0  | 1-2  | 4   | 2   | 6   | 2   | 2  | 0  | 2   | 3  | 9   |
| Рут Райли               | Детройт Шок              | 13     | 2-7   | 0-0  | 2-2  | 0   | 3   | 3   | 0   | 0  | 0  | 0   | 3  | 6   |
| Иоланда Гриффит[d]      | Сакраменто Монархс       | 18     | 5-14  | 0-0  | 1-2  | 11  | 4   | 15  | 0   | 0  | 0  | 1   | 1  | 11  |
| Всего                   |                          | 200:00 | 30-80 | 5-19 | 9-12 | 25  | 37  | 62  | 17  | 8  | 1  | 28  | 20 | 74  |
| Главный тренер          | Ван Ченселлор (Хьюстон)  |        |       |      |      |     |     |     |     |    |    |     |    |     |

| Звёзды женской НБА |                        |        |       |      |       |     |     |     |     |    |    |     |    |     |
| Стартовая пятёрка  | Команда                | MIN    | FG    | 3P   | FT    | OFF | DEF | TOT | AST | ST | BS | TOV | PF | PTS |
| Никки Тисли        | Лос-Анджелес Спаркс    | 17     | 1-6   | 0-4  | 0-0   | 1   | 3   | 4   | 0   | 1  | 0  | 4   | 3  | 2   |
| Анна Дефорж        | Финикс Меркури         | 16     | 0-5   | 0-5  | 2-2   | 0   | 1   | 1   | 0   | 1  | 0  | 0   | 0  | 2   |
| Никеша Сейлс       | Коннектикут Сан        | 18     | 3-9   | 1-2  | 0-0   | 0   | 3   | 3   | 1   | 4  | 0  | 0   | 1  | 7   |
| Шерил Форд         | Детройт Шок            | 25     | 5-9   | 0-0  | 0-0   | 1   | 4   | 5   | 2   | 4  | 1  | 2   | 4  | 10  |
| Тадж Макуильямс    | Коннектикут Сан        | 31     | 2-6   | 0-0  | 5-7   | 0   | 2   | 2   | 0   | 1  | 1  | 2   | 1  | 9   |
| Запасные игроки    |                        |        |       |      |       |     |     |     |     |    |    |     |    |     |
| Бекки Хэммон       | Нью-Йорк Либерти       | 16     | 1-7   | 0-4  | 0-0   | 0   | 1   | 1   | 1   | 2  | 0  | 1   | 0  | 2   |
| Линдсей Уэйлен     | Коннектикут Сан        | 9      | 2-3   | 0-0  | 2-2   | 1   | 1   | 2   | 2   | 0  | 0  | 4   | 0  | 6   |
| Деанна Нолан       | Детройт Шок            | 12     | 1-7   | 0-1  | 1-2   | 2   | 1   | 3   | 2   | 2  | 0  | 2   | 1  | 3   |
| Эллисон Фистер     | Шарлотт Стинг          | 16     | 0-5   | 0-2  | 1-2   | 0   | 0   | 0   | 0   | 3  | 0  | 0   | 1  | 1   |
| Мвади Мабика       | Лос-Анджелес Спаркс    | 15     | 5-11  | 0-2  | 1-1   | 1   | 2   | 3   | 2   | 1  | 0  | 0   | 0  | 11  |
| Натали Уильямс     | Индиана Фивер          | 25     | 1-4   | 0-0  | 3-4   | 4   | 2   | 6   | 4   | 4  | 2  | 3   | 3  | 5   |
| Всего              |                        | 200:00 | 21-72 | 1-20 | 15-20 | 10  | 20  | 30  | 14  | 23 | 4  | 18  | 14 | 58  |
| Главный тренер     | Билл Лэймбир (Детройт) |        |       |      |       |     |     |     |     |    |    |     |    |     |

- d  Жирным курсивным шрифтом выделена статистика самого ценного игрока матча.